# Margaromma sexuale
Margaromma sexuale là một loài nhện trong họ Salticidae.
Loài này thuộc chi Margaromma. Margaromma sexuale được Embrik Strand miêu tả năm 1911.